# Нототенієві
Нототенієві (Nototheniidae) — родина окунеподібних риб підряду Нототенієвидні (Notothenioidei). Мешкає в антарктичних, субантарктичних і рідше в помірних водах Південної півкулі на глибині 500–700 м. У багатьох м'ясо смачне, цінне, жиру — 3-20%, білка — 15-18%. Найчисельніші в Атлантиці.

## Опис
Це морські, переважно придонні риби. Зяброва кришка без шипів. Тіло вкрите дрібною лускою. Бічних ліній частіше дві: одна — уздовж спини, інша, зазвичай коротка, — на хвостовому стеблі; рідше розвинена лише одна бічна лінія, але іноді їх буває три. Довжина тіла зазвичай не перевищує півметра, але деякі види досягають завдовжки 1 м або навіть 2 м.
Види часто бувають досить подібні по зовнішньому вигляду, відрізняючись лише деталями будови кістяка грудного плавця.

## Історія вивчення
Цікава історія вивчення сірої нототенії, або сквами (Lepidonotothen squamifrons). Майже 100 років з дня її відкриття знаменитою експедицією «Челленджера» вона вважалася рідкісним видом, відомим лише за двома мальками, що зберігаються у Британському музеї. Тільки в 70-х роках з'ясувалося, що це один з наймасовіших промислових видів біля острова Кергелен.

## Класифікація
| - Aethotaxis - Aethotaxis mitopteryx - Cryothenia - Cryothenia amphitreta - Cryothenia peninsulae - Dissostichus - Dissostichus eleginoides - Dissostichus mawsoni - Gobionotothen - Gobionotothen acuta - Gobionotothen barsukovi - Gobionotothen gibberifrons - Gobionotothen marionensis - Gvozdarus - Gvozdarus svetovidovi - Lepidonotothen - Lepidonotothen kempi - Lepidonotothen larseni - Lepidonotothen macrophthalma - Lepidonotothen mizops - Lepidonotothen nudifrons - Lepidonotothen squamifrons - Notothenia - Nototheniops - Pagothenia - Pagothenia borchgrevinki - Pagothenia brachysoma - Paranotothenia - Paranotothenia dewitti - Paranotothenia magellanica | - Patagonotothen - Patagonotothen brevicauda - Patagonotothen canina - Patagonotothen cornucola - Patagonotothen elegans - Patagonotothen guntheri - Patagonotothen jordani - Patagonotothen kreffti - Patagonotothen longipes - Patagonotothen ramsayi - Patagonotothen sima - Patagonotothen squamiceps - Patagonotothen tessellata - Patagonotothen thompsoni - Patagonotothen wiltoni - Pleuragramma - Trematomus - Trematomus bernacchii - Trematomus eulepidotus - Trematomus hansoni - Trematomus lepidorhinus - Trematomus loennbergii - Trematomus newnesi - Trematomus nicolai - Trematomus pennellii - Trematomus scotti - Trematomus tokarevi - Trematomus vicarius |